# Reza Szah Pahlawi
Reza Szah Pahlawi, pers. ‏رضا شاه پهلوی‎ (ur. 16 marca 1878 w Savadkuhu, zm. 26 lipca 1944 w Johannesburgu) – szach Iranu od 15 grudnia 1925 do 16 września 1941, założyciel dynastii Pahlawich.

## Życiorys

### Dzieciństwo i młodość
Reza Szah Pahlawi urodził się 16 marca 1878 w małej miejscowości Alaszt, w ostanie Mazandaran. Jego ojciec, pułkownik Abbas Ali, był członkiem armii prowincji. Kiedy Pahlawi miał 15 lat, przyłączył się na ochotnika do perskiej Brygady Kozackiej, której kilka lat później został dowódcą. Była to doborowa jednostka wojsk, stworzona przez Rosjan i służąca jako gwardia królewska dynastii Kadżarów oraz do ochrony dygnitarzy zagranicznych. Persja była ówcześnie najbardziej zacofanym krajem Środkowego Wschodu. Faktycznie rządy w niej sprawowali Rosjanie i Brytyjczycy. System dróg był mało rozbudowany, podróżowanie po nim było bardzo trudne i niebezpieczne, na każdym kroku grasowali bandyci. Systemy prawny i wychowawczy były w rękach mułłów. Nie istniała armia, szerzyło się bezprawie. Dodatkowym wielkim problemem były konflikty na tle religijnym.
Reza Pahlawi służył także w irańskiej armii, gdzie uzyskał stopień starszego sierżanta pod dowództwem kadżarskiego księcia Abdola Hossajna Mizy Farmanfarmy.

### Obalenie rządów Kadżarów
Wielka Brytania, dążąc do utrzymania swoich wpływów w Iranie, a także do zatrzymania rosnących wpływów Rosjan i lokalnych wodzów plemiennych, przekonała Rezę do przeprowadzenia zamachu stanu, którego celem było zastąpienie premiera podległego szachowi byłym dziennikarzem o silnej osobowości, Sejjedem Zijaoddinem Tabatabajim. 21 lutego 1921 pod nowym nazwiskiem – Reza Chan Mirpandż (pers. رضا خان میرپنج) – Pahlawi wyprowadził z Teheranu ok. 2000 żołnierzy z Brygady Kozackiej, których płomienną mową podburzył przeciwko panującemu rządowi. Jeszcze tego samego dnia żołnierze powrócili do Teheranu, aresztując wszystkich członków rządu. Szachowi postawił ultimatum, zgodnie z którym Tabatabai miał zostać szefem rządu, zaś Reza – dowódcą Brygady Kozackiej.
W kwietniu 1921 Reza Pahlawi został ministrem wojny. Przybrał wówczas nowe nazwisko: Reza Chan Sardar Sepah (pers. رضا خان سردار سپه). Wkrótce po zamachu stanu Reza zmusił do emigracji ostatniego władcę Kadżarów, Ahmada Szaha.

### Obalenie dynastii Kadżarów i intronizacja na szacha Persji
Kilka lat po zamachu stanu Reza zaaranżował polityczny manewr: zrezygnował ze wszystkich funkcji i wyjechał do małej wioski pod pretekstem kontemplacji i medytacji. Uprzednio zadbał jednak, by w czasie politycznej emerytury był wielokrotnie nagabywany o powrót do rządów przez swoich zwolenników. Początkowo odmawiał, jednak gdy Ahmad Szah zadeklarował swój powrót, irańskie zgromadzenie narodowe – Madżlis – ogłosiło wymarcie dynastii Kadżarów i zaoferowało tron Rezie.
25 kwietnia 1926 Reza został koronowany jako Reza Szah Pahlawi obierając jako nazwę nowej dynastii słowo Pahlavi, tj. określenie języków średnioperskiego i partyjskiego, którymi posługiwano się przed podbojem arabskim.

### Rządy Rezy Szaha Pahlawiego
Rządy Rezy Szaha zapisały się w historii zarówno szerokimi reformami modernizującymi zacofany wówczas kraj, jak i terrorem.
Reza Pahlawi obrał za cel zmodernizowanie Persji i wprowadzenie scentralizowanej władzy. W planach były: uprzemysłowienie kraju, rozbudowa infrastruktury (zwłaszcza budowa kolei żelaznej), ujednolicenie szkolnictwa i prawa, poprawa higieny mieszkańców Iranu i zmniejszenie wpływu duchowieństwa islamskiego na życie państwa. Największe sukcesy odniesiono w zakresie medycyny i szkolnictwa.

### Ważniejsze reformy
- 1926 – ujednolicenie podatku gruntowego, wprowadzenie obowiązku służby wojskowej
- 1927 – zerwanie wszystkich międzynarodowych umów Persji, organizacja Centralnego Banku, początek budowy kolei transirańskiej, wprowadzenie rejestracji urodzeń, nazwisk i dowodów tożsamości
- 1928 – przekształcenie prawa gospodarczego, cywilnego i sądowego na wzór zachodni
- 1929 – przymus noszenia zachodnich strojów przez mężczyzn
- 1935 – otwarcie uniwersytetu w Teheranie, zmiana nazwy państwa z Persji na Iran, utworzenie spółki Anglo-Iran-Oil (tylko 16% zysków przeznaczonych było dla Iranu), wydanie dekretu dopuszczającego kobiety do pracy w ministerstwach, bankach i innych urzędach państwowych oraz w szkolnictwie i służbie zdrowia
- 1937 – zakaz noszenia chust przez kobiety

### II wojna światowa i abdykacja
Pahlawi zadeklarował neutralność podczas wojny, jednak Wielka Brytania uznała, że jego odmowa stacjonowania brytyjskich wojsk na terytorium Iranu jest wyrazem poparcia dla działań nazistowskich Niemiec. Wielka Brytania i Związek Radziecki zaatakowały więc Iran w obawie, że będzie on dostarczał nazistom ropę naftową (patrz: Interwencja w Iranie 1941). 16 września 1941 oba mocarstwa doprowadziły do abdykacji szacha na rzecz jego syna Mohammada Rezy Pahlawiego. Do 1946 Iran pozostawał pod okupacją wojsk brytyjskich (południe) i Armii Czerwonej (północ kraju).

## Życie prywatne
Reza Szah Pahlawi był sześciokrotnie żonaty. Z pierwszego związku z Mariam Chanum miał córkę Fatemah, związek z drugą i trzecią żoną był bezpotomny, natomiast czwarta żona Tadż ol-Molouk urodziła mu czworo dzieci:
- Szams Pahlawi
- Mohammada Rezę Pahlawiego – następca tronu
- Aszraf Pahlawi
- Alego Rezę Pahlawiego

Ze związku z piątą żoną Kamar ol-Molouk narodził się syn Golam Reza Pahlawi, a z ostatniego małżeństwa – z Ismat ol-Molouk – pięcioro dzieci:
- Abdul Reza Pahlawi
- Ahmad Reza Pahlawi
- Mahmud Reza Pahlawi
- Fatemeh Pahlawi
- Hamid Reza Pahlawi

## Odznaczenia
Perskie
- Order Cesarskiego Portretu – 1923
- Order Aghdas I klasy II stopnia – 1923
- Order Lwa i Słońca I klasy wojskowej – 1923
- Złoty Order Sepaha I stopnia – 1924
- Wielki Łańcuch Orderu Pahlawiego – fundator
- Wielki Łańcuch Orderu Korony – fundator
- Wielka Wstęga Orderu Portretu Władcy – fundator
- Order Zulfikara I klasy I stopnia – fundator

Zagraniczne
- Łańcuch Orderu Najwyższego Słońca – 1928, Afganistan
- Order Orła Białego – 1929, Polska
- Łańcuch Orderu Muhammada Alego – 1932, Królestwo Egiptu
- Łańcuch Wielkiego Orderu Haszymitów – 1932, Królestwo Iraku
- Królewski Order Serafinów – 1934, Szwecja
- Wielka Wstęga Orderu Leopolda – 1937, Belgia
- Order Słonia – 1937, Dania
- Krzyż Wielki Legii Honorowej – 1937, Francja
- Order Annuncjaty – 1939, Włochy
- Krzyż Wielki Orderu Domowego pw. św. Maurycego i Łazarza – 1939, Włochy
- Krzyż Wielki Orderu Korony Włoch – 1939, Włochy[2]